# Francesc Manuel de los Herreros Schwager
Francesc Manuel de los Herreros Schwager   (El Pedernoso, 1817 - Valldemossa, 1903) va ser un científic, periodista i escriptor, que fou l'administrador de l'Arxiduc Lluís Salvador.

## Biografia
Era cosí de l'escriptor Manuel Bretón de los Herreros. El 1836, un cop obtingut el títol de batxiller en filosofia a Barcelona, s'instal·là a Menorca, on va ensenyar aritmètica i geometria aplicades a les arts en una càtedra gratuïta finançada per l'ajuntament de Maó. Parlava anglès, francès i alemany com el seu avi matern Antonio Schwager i el seu rebesavi matern Pere Ramis. Un any més tard es va traslladar a Mallorca, on va ser secretari de la Junta Provincial del Cens, oficial primer de la Diputació Provincial de les Balears i oficial del Govern Polític. El 1842 participà en la fundació de l'Escola Normal de Palma. Va ser catedràtic de psicologia de l'Institut Balear des de 1847, en fou director des de 1848 fins a 1900. Va ser catedràtic de matemàtiques i de cosmografia de l'Escola de Nàutica. Les seves observacions sobre l'eclipsi de sol de 1860 es publicaren al Boletín del Observatorio Astronómico de 1861. Membre de la Reial Societat Econòmica Mallorquina d'Amics del País a partir de 1847, en va ser el president fins a la seva mort.
El 1867 entrà en contacte amb l'arxiduc Lluís Salvador d'Àustria. Aviat en va ser l'administrador i un dels seus més directes col·laboradors. Va ser un dels principals compiladors de materials per a la redacció de Die Balearen i en corregí i n'amplià la primera traducció parcial al castellà (1886-1890). Entre 1873 i 1874 va ser administrador del ferrocarril de Mallorca, quan es preparava la línia Palma-Inca. Va ser president de la Caixa d'Estalvis i Mont de Pietat de les Balears des de 1994 fins a la seva mort. És autor de diverses obres teatrals i de memòries matemàtiques i científiques. Col·laborà en publicacions com El Balear i el Diario de Palma, i l'Ajuntament de Palma li dedicà un carrer.